# Anke Gebert
Anke Gebert (* 16. April 1960 in Halle (Saale)) ist eine deutsche Autorin.

## Leben
Anke Gebert ist Autorin von Romanen und erzählenden Sachbüchern (auch Biografien). Sie schreibt gelegentlich Drehbücher und gibt Seminare für fiktives und biografisches Schreiben. Sie arbeitete zunächst in verschiedenen Berufen, studierte dann am Deutschen Literaturinstitut Leipzig und an der Hamburg Media School (Schwerpunkt Drehbuch). 1995 veröffentlichte sie ihren ersten Roman Hunde, die bellen. Danach veröffentlichte sie etwa zwanzig Bücher. Sie schreibt gelegentlich Drehbücher und inzwischen außerdem Theaterstücke, welche vom Per H. Lauke Theaterverlag vertreten werden. 
Anke Gebert lebt in Hamburg, ist verheiratet und hat einen erwachsenen Sohn.
Seit 2023 wird Anke Gebert von der Verlagsagentur Lianne Kolf vertreten.
Ausbildungen
- 1976–1980: abgeschlossenes Studium am Institut für Lehrerbildung in Dömitz
- 1984–1987: Studium am Deutschen Institut für Literatur in Leipzig (Diplom)
- 1989–1994: Studium der Germanistik und Journalistik an der Universität Hamburg
- 1994–1996: Aufbaustudium Film (Fachrichtung Drehbuch) an der Media School Hamburg (Diplom)

## Werke
Belletristik und erzählende Sachbücher
- Hunde, die bellen, Rasch und Röhring Verlag, Edition Galgenberg, 1995.
- Im Schatten der Mauer, Geschichten, Erinnerungen und Bilder vom Mauerbau bis zum Mauerfall (z. B. von Regine Hildebrandt, Jo Brauner, Götz Friedrich), Scherz Vlg., 1999.
- Hunde, die bellen, Taschenbuchausgabe, Scherz-Verlag, 1999
- Blind (Minikrimi), Scherz Verlag., 1999 (Auflage: 500.000).
- Ein Engel für Hotte, erschienen in der Schwarzen Reihe des „Hamburger Abendblattes“, 1999.
- FrauenRäume, Bildband (gemeinsam mit der Fotografin Ute K. Seggelke), Gerstenberg Verlag., 2001, 2004.er, 2001.
- Besuchsreise, Roman, Krüger Verlag, 2004, S. Fischer Verlag, 2005
- Schmucklos, Centralbücherei für Blinde (auch in Punktschrift und als Hörbuch)
- Die Strafverteidigerin  – Leonore Gottschalk-Solger, Erinnerungen, Kindler Verlag, 2009
- Die Summe der Stunden, Roman, S. Fischer Verlage, 2009
- Gute Nacht, bis morgen, die Lebensgeschichte Claudia Kotters, Blumenbar Verlag, 2010
- Sturz in den Tod, Travemünde-Krimi, Emons Verlag, 2012
- Travemünde: Tod, Emons, 2014
- Über Kreuz, Emons Verlag, 2015
- Glück gehabt!!! – Mein Leben vom Backshopbesitzer bis zum YouTube-Phänomen, Die Lebensgeschichte von und mit Aaron Troschke,  RIVA Verlag, 2017
- Wo du nicht bist, Roman nach einer wahren Begebenheit, Pendragon Verlag, 2020
- außerdem Kurzprosa in zahlreichen Anthologien

Hörfunk
- Der Schwarze Sonntag / Erinnerungen an den Bau der Mauer in Ost-Berlin (mit Stimmen von Regine Hildebrandt, Jo Brauner, Henryk Bereska u. a.), Feature (55') für den NDR 4, 2001.

Theaterstücke
- "OHNE DICH" und "AUSSORTIERT: KIND 351" (Per.H. Lauke Verlag)